# Päronsplitt

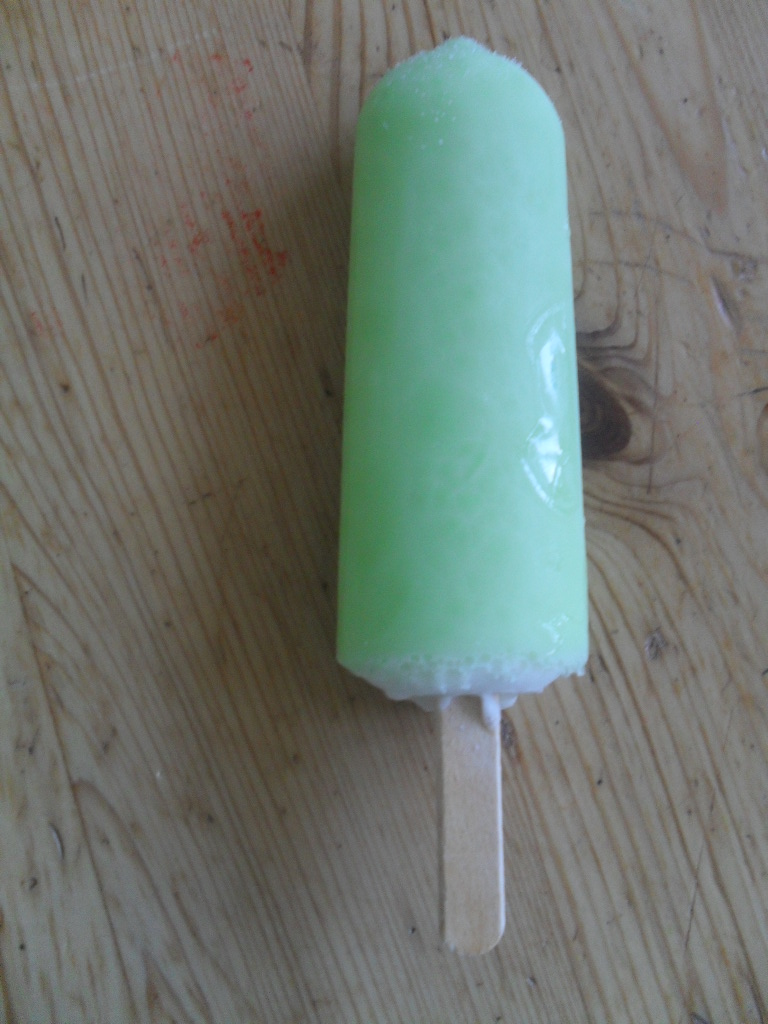
En päronsplitt omkring år 2009.

Päronsplitt är en glasspinne från GB Glace bestående av glass med päronsmak och ett överdrag av päronis. Glassen lanserades i Sverige 1970 under namnet Wild west för att sedan byta namn till Päronpinne och till sist Päronsplitt. Under 1970-talet och början av 1980-talet medföljde en liten samlarbild i omslaget till glassen. Päronsplitt har kommit och gått på GB:s glasskarta (styckglassar). Den säljs i flerpack, dels i 10-pack och dels i GB:s Klassikerlåda 18-pack.
År 2011 lanserades Päronsplitt som GB gräddglassmak i 0,5-literspaket. Den sistnämnda består av pärongräddglass med päronsås. 